# Волькенау, Константин Иванович
Константин Иванович Волькенау (4 февраля 1863 — 5 ноября 1937), генерал-майор армии Российской империи, кавалер Георгиевского оружия. Брат полковника Фёдора Ивановича Волькенау.

## Происхождение
Совпадение его отчества и имени генерала Ивана Васильевича Волькенау (27.09.1848 — 12.06.1908) привело к возникновению ошибки, в результате которой Константин Иванович указывается как сын Ивана Васильевича и его жены Ольги Эдуардовны (10.04.1858 — 27.03.1899), дочери Э. И. Тотлебена, которые на момент его рождения были ещё детьми (И.В. Волькенау — 14 лет, О.Э. Тотлебен — 5 лет).

## Биография
Православного вероисповедания. В 1879 году окончил Ярославскую военную прогимназию. В том же году 18 августа вступил в службу. В 1882 году окончил Виленское пехотное юнкерское училище по 2-му разряду и направлен в 86-й пехотный Вильманстрандский полк. В 1883 году — прапорщик в Петрозаводском местном батальоне. В чине подпоручика с 30 августа 1884 года и поручика с 30 августа 1888 года. В чине штабс-капитана с 15 марта 1889 года и капитана с 15 марта 1897 года. Окончил Офицерскую строевую школу с оценкой «успешно». Командовал ротой и батальоном. В чине подполковника с 30 июля 1905 года. 1 января 1909 года назначен в 199-й пехотный резервный Свирский полк. В чине полковника с 6 декабря 1910 года. В марте 1914 года назначен в 198-й пехотный Александро-Невский полк, вступил в командование полком 29 декабря 1914 года. Участник мировой войны. Награждён Георгиевским Оружием (ВП 18.03.1915). В чине генерал-майора (пр. 06.12.1915; ст. 05.08.1915) оставил командование 198-м пехотным Александро-Невского полком 2 декабря 1916 года. В 1917 году — командир Заамурской пограничной конной дивизии на Румынском фронте.

## Судьба после 1917 года
В 1919 году был работником финансового отдела при Гатчинском райвоенкомате.
Первый раз был арестован 21 июня 1919 года и 14 июля того же года отправлен в Москву, где содержался в Бутырской тюрьме. Затем находился в заключении как заложник в Покровском лагере под Москвой, и во Владыкинском лагере также под Москвой. Был освобождён по ходатайству Политического Красного Креста и вернулся в Гатчину. Пренебрёг возможностью эмигрировать и остался вместе с семьёй в СССР. Продолжал работать счетоводом.
В 1935 году был арестован вторично и осуждён вместе с женой на 5 лет ссылки как «социально опасный элемент». Ссылку отбывал в Тюмени.
Третий раз арестован 11 сентября 1937 года. 2 ноября 1937 года приговорён к расстрелу вместе с женой «тройкой» УНКВД по Омской области. Расстрелян в Тюмени вместе с женой Эмилией Александровной Волькенау 5 ноября 1937 года. Супруги Волькенау были реабилитированы посмертно 1 декабря 1956 года.

## Награды
- Орден Святой Анны 3-й степени (1898)
- Орден Святого Станислава 2-й степени (1903)
- Орден Святой Анны 2-й степени (1908, мечи к этому ордену пожалованы 02.11.1916)
- Орден Святого Владимира 4-й степени (1913; мечи и бант к этому ордену пожалованы 07.05.1915)
- Георгиевское оружие (18.03.1915)
- Орден Святого Владимира 3-й степени с мечами (16.05.1915)
- Орден Святого Станислава 1-й степени с мечами (18.09.1916)